# Bart Nieuwkoop
Bart Nieuwkoop (Bergen op Zoom, 7 marzo 1996) è un calciatore olandese, difensore del Feyenoord.

## Carriera

### Club
Inizia la propria carriera calcistica tra le file dei Tholense Boys. Nel 2005 si trasferisce al RBC Roosendaal, dove rimane sino al 2011. Successivamente si unisce alle giovanili del Feyenoord.
Per la stagione 2015-16 viene aggregato in prima squadra. Compie il suo debutto in Eredivisie il 4 ottobre 2015, giocando titolare contro il De Graafschap e venendo sostituito dopo 68' da Tonny Vilhena.

### Nazionale
Ha giocato nelle nazionali giovanili olandesi Under-17, Under-18, Under-19 ed Under-20.

## Palmarès

### Club

#### Competizioni nazionali
- Coppa dei Paesi Bassi: 3

Feyenoord: 2015-2016, 2017-2018, 2023-2024
- Campionato olandese: 1

Feyenoord: 2016-2017
- Supercoppa dei Paesi Bassi: 2

Feyenoord: 2018, 2024